# Taper tantrum
Der Begriff taper tantrum ist ein im englischsprachigen Finanzmarkt-Jargon entstandenes Kofferwort aus den Wörtern tantrum (deutsch „Wutanfall“) und Tapering. Es bezeichnet einen starken Anstieg der Zinssätze für Staatsanleihen als schlagartige Reaktion des Geldmarkts auf ein Tapering (Reduzierung zuvor praktizierter Ankäufe von Staatsanleihen durch eine Zentralbank und somit Einleitung einer restriktiven Geldpolitik).

## Geschichte
Am 22. Mai 2013 kündigte der Chef der US-Notenbank Federal Reserve, Ben Bernanke, vor dem Joint Economic Committee des Kongresses der Vereinigten Staaten die Möglichkeit an, Ankäufe von US-Staatsanleihen zu drosseln. Zuvor hatte die von ihm geführte Notenbank als geldpolitische Maßnahme zur Bewältigung der Weltfinanzkrise im Rahmen einer Quantitativen Lockerung über mehrere Jahre große Mengen an US-Staatsanleihen angekauft. Seiner Ankündigung folgend beschrieb Bernanke auf einer Pressekonferenz am 19. Juni 2013 die allgemeinen Wirtschaftsaussichten als günstig und deutete an, dass das Federal Open Market Committee der US-Notenbank nun im weiteren Verlauf des Jahres ihr Ankaufprogramm zurückführen könnte: „[T]he Committee currently anticipates that it would be appropriate to moderate the monthly pace of purchases later this year.“
Auf diese bloße Andeutung des Notenbankchefs hin setzte als Reaktion des Geldmarkts ein starker Anstieg der Zinssätze für US-Staatsanleihen ein. Zwischen dem 19. und 21. Juni 2013 stieg der Zinssatz für zehnjährige US-Staatsanleihen um fast 40 Basispunkte. Dies war bis dato der stärkste Anstieg in der jüngeren Geschichte dieser Anleihe. Der Wert des US-Dollars stieg ebenfalls rasant an, was die Wettbewerbsfähigkeit der US-Wirtschaft beeinträchtigte. Finanzmedien verglichen daraufhin durch Prägung des Begriffes taper tantrum die Reaktion des Geldmarkts mit dem Tobsuchtsanfall eines Kindes, das nicht bekommt, was es will. Seinerzeit schnellten nicht nur die Kurse von Staatsanleihen und der Wechselkurs des US-Dollars in die Höhe. Es kam außerdem zu einer Schockwelle an den globalen Finanzmärkten. Insbesondere in den Schwellenländern ereigneten sich massive Verwerfungen der Kurse.